# Trophée Européenne Pentatlon 1984
De  Trophée Européenne Pentatlon 1984 was de tiende editie van het Europees kampioenschap vijfkamp voor landenteams, beter bekend onder de afkorting TEP. Team West-Duitsland veroverde voor de eerste en enige keer de titel. Daar waar Italië na de teleurstellende prestatie in 1982 niet inschreef, waren de Spanjaarden wel weer van de partij. Deze uitgave was de tiende editie en dus kon er een jubileum worden gevierd. Daarom werd besloten het deelnemersveld met twee teams uit te breiden. Denemarken (won slechts 1 partij van de 20) schreef zich voor het eerst in en Nederland mocht als titelverdediger een extra team afvaardigen. Pas in 1989 zou er opnieuw een TEP georganiseerd worden. Voor het eerst niet in Amersfoort, maar in het Deense Nykøbing Falster, om twee jaar daarna voor de laatste editie terug te keren naar de “keistad” Amersfoort. De tot Deen genaturaliseerde Nederlander Tiny Wijnen speelde voor Denemarken. In 1966 en 1968 nam hij namens Nederland deel aan TEP. Thomas Wildförster verbeterde het Duitse record algemeen gemiddelde in het ankerkader 47/1 en tilde dat naar 36,75. 

## Wijzigingen ten opzichte van 1982
Naast het feit dat er dit keer 8 teams aan de start stonden, werden ook de partijlengten in alle spelsoorten aangepast:
- Libre van 500 naar 400
- AK 71/2 en 47/1 van 300 naar 250
- Bandstoten van 200 naar 150
- Driebanden van 60 naar 50

## Toernooimodus
De teams werden verdeeld over twee poules van 4 waarin allen tegen elkaar speelden. De eerste twee geëindigde teams per poule speelden vervolgens een kruisfinale en vervolgens de finale. Er werd ook gestreden om de resterende plaatsen door de uitgeschakelde teams.

## Poule indeling

### Poule A
| Spelsoort  | Nederland A            | Oostenrijk           | Frankrijk          | Denemarken         |
| ---------- | ---------------------- | -------------------- | ------------------ | ------------------ |
| Libre      | Ad Koorevaar           | Heinrich Weingartner | Georges Bourezg    | Claus Bargisen     |
| 71/2       | Hans Vultink           | Kurt Mastny          | Jean-Pierre Labeye | Tiny Wijnen        |
| 47/1       | Jan Arnouts            | Franz Stenzel        | Louis Edelin       | Karsten Lieberkind |
| Bandstoten | Christ van der Smissen | Christoph Pilss      | Egidio Vierat      | Peter Thøgersen    |
| Driebanden | Rini van Bracht        | Johann Scherz        | Richard Bitalis    | John Korte         |
|            |                        |                      |                    |                    |

### Poule B
| Spelsoort  | België            | West-Duitsland     | Spain          | Nederland B       |
| ---------- | ----------------- | ------------------ | -------------- | ----------------- |
| Libre      | Ignace Duym       | Dieter Wirtz       | Antonio Perona | Ronald Lemmens    |
| 71/2       | Léo Corin         | Klaus Hose         | Javier Arenaza | Harrie van de Ven |
| 47/1       | Willy Wesenbeek   | Thomas Wildförster | Carlos Tuset   | Willy Steures     |
| Bandstoten | Ludo Dielis       | Wolfgang Zenkner   | Miguel Esteve  | Jos Bongers       |
| Driebanden | Raymond Ceulemans | Dieter Müller      | Avelino Rico   | Eddy van de Looy  |
|            |                   |                    |                |                   |

## Uitslagen

### Poule A
| 7 november 12:00u | Oostenrijk (6)         | Oostenrijk (6)   | Oostenrijk (6)   | Oostenrijk (6)   | Oostenrijk (6)   | 2 - 0 | Frankrijk (4)  | Frankrijk (4)  | Frankrijk (4)  | Frankrijk (4)  | Frankrijk (4)        |
| SPELSOORT         | SPELER                 | PP               | CAR              | MOY              | HS               | BRT   | HS             | MOY            | CAR            | PP             | SPELER               |
| ----------------- | ---------------------- | ---------------- | ---------------- | ---------------- | ---------------- | ----- | -------------- | -------------- | -------------- | -------------- | -------------------- |
| Libre             | Heinrich Weingartner   | 0                | 180              | 13,94            | 89               | 13    | 167            | 30,76          | 400            | 2              | Georges Bourezg      |
| Ankerkader 71/2   | Kurt Mastny            | 0                | 174              | 8,28             | 64               | 21    | 70             | 11,90          | 250            | 2              | Jean-Pierre Labeye   |
| Ankerkader 47/1   | Franz Stenzel          | 2                | 250              | 20,83            | 50               | 12    | 50             | 18,00          | 216            | 0              | Louis Edelin         |
| Bandstoten        | Christoph Pilss        | 2                | 150              | 4,28             | 25               | 35    | 24             | 4,00           | 140            | 0              | Egidio Vierat        |
| Driebanden        | Johann Scherz          | 2                | 50               | 1,562            | 12               | 32    | 5              | 0,937          | 30             | 0              | Richard Bitalis      |
| 7 november 18:00u | Nederland A (10)       | Nederland A (10) | Nederland A (10) | Nederland A (10) | Nederland A (10) | 2 - 0 | Denemarken (0) | Denemarken (0) | Denemarken (0) | Denemarken (0) | Denemarken (0)       |
| SPELSOORT         | SPELER                 | PP               | CAR              | MOY              | HS               | BRT   | HS             | MOY            | CAR            | PP             | SPELER               |
| Libre             | Ad Koorevaar           | 2                | 400              | 44,44            | 371              | 9     | 16             | 4,55           | 41             | 0              | Claus Bargisen       |
| Ankerkader 71/2   | Hans Vultink           | 2                | 250              | 31,25            | 145              | 8     | 42             | 18,62          | 149            | 0              | Tiny Wijnen          |
| Ankerkader 47/1   | Jan Arnouts            | 2                | 250              | 22,72            | 68               | 11    | 30             | 10,36          | 114            | 0              | Karsten Lieberkind   |
| Bandstoten        | Christ van der Smissen | 2                | 150              | 16,66            | 65               | 9     | 29             | 7,55           | 68             | 0              | Peter Thøgersen      |
| Driebanden        | Rini van Bracht        | 2                | 50               | 1,136            | 6                | 44    | 6              | 0,977          | 43             | 0              | John Korte           |
|                   |                        |                  |                  |                  |                  |       |                |                |                |                |                      |
| 8 november 11:00u | Frankrijk (10)         | Frankrijk (10)   | Frankrijk (10)   | Frankrijk (10)   | Frankrijk (10)   | 2 - 0 | Denemarken (0) | Denemarken (0) | Denemarken (0) | Denemarken (0) | Denemarken (0)       |
| SPELSOORT         | SPELER                 | PP               | CAR              | MOY              | HS               | BRT   | HS             | MOY            | CAR            | PP             | SPELER               |
| Libre             | Georges Bourezg        | 2                | 400              | 66,66            | 200              | 6     | 16             | 9,50           | 57             | 0              | Claus Bargisen       |
| Ankerkader 71/2   | Jean-Pierre Labeye     | 2                | 250              | 25,00            | 58               | 10    | 49             | 18,00          | 180            | 0              | Tiny Wijnen          |
| Ankerkader 47/1   | Louis Edelin           | 2                | 250              | 20,33            | 63               | 12    | 18             | 8,25           | 90             | 0              | Karsten Lieberkind   |
| Bandstoten        | Egidio Vierat          | 2                | 150              | 4,54             | 33               | 33    | 14             | 3,81           | 126            | 0              | Peter Thøgersen      |
| Driebanden        | Richard Bitalis        | 2                | 50               | 1,136            | H                | 44    | H              | 1,022          | 45             | 0              | John Korte           |
| 8 november 17:00u | Nederland A (6)        | Nederland A (6)  | Nederland A (6)  | Nederland A (6)  | Nederland A (6)  | 2 - 0 | Oostenrijk (4) | Oostenrijk (4) | Oostenrijk (4) | Oostenrijk (4) | Oostenrijk (4)       |
| SPELSOORT         | SPELER                 | PP               | CAR              | MOY              | HS               | BRT   | HS             | MOY            | CAR            | PP             | SPELER               |
| Libre             | Ad Koorevaar           | 2                | 400              | 80,00            | 234              | 5     | 207            | 46,60          | 233            | 0              | Heinrich Weingartner |
| Ankerkader 71/2   | Hans Vultink           | 2                | 250              | 31,25            | 155              | 8     | 12             | 3,00           | 24             | 0              | Kurt Mastny          |
| Ankerkader 47/1   | Jan Arnouts            | 0                | 68               | 34,00            | 38               | 2     | 142            | 125,00         | 250            | 2              | Franz Stenzel        |
| Bandstoten        | Christ van der Smissen | 2                | 150              | 15,00            | 50               | 10    | 17             | 4,40           | 44             | 0              | Christoph Pilss      |
| Driebanden        | Rini van Bracht        | 0                | 38               | 0,904            | 4                | 42    | 7              | 1,190          | 50             | 2              | Johann Scherz        |
|                   |                        |                  |                  |                  |                  |       |                |                |                |                |                      |
| 9 november 11:00u | Oostenrijk (10)        | Oostenrijk (10)  | Oostenrijk (10)  | Oostenrijk (10)  | Oostenrijk (10)  | 2 - 0 | Denemarken (0) | Denemarken (0) | Denemarken (0) | Denemarken (0) | Denemarken (0)       |
| SPELSOORT         | SPELER                 | PP               | CAR              | MOY              | HS               | BRT   | HS             | MOY            | CAR            | PP             | SPELER               |
| Libre             | Heinrich Weingartner   | 2                | 400              | 57,14            | 373              | 7     | 27             | 9,00           | 63             | 0              | Claus Bargisen       |
| Ankerkader 71/2   | Kurt Mastny            | 2                | 250              | 27,77            | 131              | 9     | 27             | 10,66          | 96             | 0              | Tiny Wijnen          |
| Ankerkader 47/1   | Franz Stenzel          | 2                | 250              | 16,66            | 53               | 15    | 15             | 6,66           | 100            | 0              | Karsten Lieberkind   |
| Bandstoten        | Christoph Pilss        | 2                | 150              | 7,14             | 26               | 21    | 16             | 4,76           | 100            | 0              | Peter Thøgersen      |
| Driebanden        | Johann Scherz          | 2                | 50               | 1,086            | 5                | 46    | 6              | 0,869          | 40             | 0              | John Korte           |
| 9 november 17:00u | Nederland A (6)        | Nederland A (6)  | Nederland A (6)  | Nederland A (6)  | Nederland A (6)  | 2 - 0 | Frankrijk (4)  | Frankrijk (4)  | Frankrijk (4)  | Frankrijk (4)  | Frankrijk (4)        |
| SPELSOORT         | SPELER                 | PP               | CAR              | MOY              | HS               | BRT   | HS             | MOY            | CAR            | PP             | SPELER               |
| Libre             | Ad Koorevaar           | 2                | 400              | 133,33           | 237              | 3     | 108            | 49,00          | 147            | 0              | Georges Bourezg      |
| Ankerkader 71/2   | Hans Vultink           | 2                | 250              | 50,00            | 88               | 5     | 37             | 17,60          | 88             | 0              | Jean-Pierre Labeye   |
| Ankerkader 47/1   | Jan Arnouts            | 2                | 250              | 17,85            | 117              | 14    | 42             | 12,64          | 117            | 0              | Louis Edelin         |
| Bandstoten        | Christ van der Smissen | 0                | 134              | 7,88             | 34               | 17    | 37             | 8,82           | 150            | 2              | Egidio Vierat        |
| Driebanden        | Rini van Bracht        | 0                | 43               | 1,102            | 6                | 39    | 5              | 1,282          | 60             | 2              | Richard Bitalis      |
|                   |                        |                  |                  |                  |                  |       |                |                |                |                |                      |

#### Eindstand poule A
| RANG | LAND        | GESP | WP | PP | PR.MOY |
| ---- | ----------- | ---- | -- | -- | ------ |
| 1    | Nederland A | 3    | 6  | 22 | 128,98 |
| 2    | Oostenrijk  | 3    | 4  | 20 | 90,12  |
| 3    | Frankrijk   | 3    | 2  | 18 | 78,18  |
| 4    | Denemarken  | 3    | 0  | 0  | 45,38  |
|      |             |      |    |    |        |

### Poule B
| 7 november 15:00u | West-Duitsland (10) | West-Duitsland (10) | West-Duitsland (10) | West-Duitsland (10) | West-Duitsland (10) | 2 - 0 | Spanje (0)         | Spanje (0)         | Spanje (0)         | Spanje (0)         | Spanje (0)         |
| SPELSOORT         | SPELER              | PP                  | CAR                 | MOY                 | HS                  | BRT   | HS                 | MOY                | CAR                | PP                 | SPELER             |
| ----------------- | ------------------- | ------------------- | ------------------- | ------------------- | ------------------- | ----- | ------------------ | ------------------ | ------------------ | ------------------ | ------------------ |
| Libre             | Dieter Wirtz        | 2                   | 400                 | 44,44               | 244                 | 9     | 54                 | 8,00               | 72                 | 0                  | Antonio Perona     |
| Ankerkader 71/2   | Klaus Hose          | 2                   | 250                 | 27,77               | 217                 | 9     | 94                 | 20,22              | 182                | 0                  | Javier Arenaza     |
| Ankerkader 47/1   | Thomas Wildförster  | 2                   | 250                 | 62,50               | 22                  | 4     | 57                 | 25,00              | 100                | 0                  | Carlos Tuset       |
| Bandstoten        | Wolfgang Zenkner    | 2                   | 150                 | 3,26                | 48                  | 46    | 36                 | 3,17               | 146                | 0                  | Miguel Esteve      |
| Driebanden        | Dieter Müller       | 2                   | 50                  | 1,136               | 5                   | 44    | 4                  | 0,636              | 28                 | 0                  | Avelino Rico       |
| 7 november 21:00u | Nederland B (6)     | Nederland B (6)     | Nederland B (6)     | Nederland B (6)     | Nederland B (6)     | 2 - 0 | België (4)         | België (4)         | België (4)         | België (4)         | België (4)         |
| SPELSOORT         | SPELER              | PP                  | CAR                 | MOY                 | HS                  | BRT   | HS                 | MOY                | CAR                | PP                 | SPELER             |
| Libre             | Ronald Lemmens      | 0                   | 163                 | 27,16               | 101                 | 6     | 244                | 66,66              | 400                | 2                  | Ignace Duym        |
| Ankerkader 71/2   | Harrie van de Ven   | 2                   | 250                 | 50,00               | 175                 | 5     | 140                | 41,80              | 209                | 0                  | Léo Corin          |
| Ankerkader 47/1   | Willy Steures       | 2                   | 250                 | 25,00               | 169                 | 10    | 44                 | 18,10              | 181                | 0                  | Willy Wesenbeek    |
| Bandstoten        | Jos Bongers         | 0                   | 46                  | 2,19                | 9                   | 21    | 55                 | 7,14               | 150                | 2                  | Ludo Dielis        |
| Driebanden        | Eddy van de Looy    | 2                   | 50                  | 0,847               | 6                   | 59    | 6                  | 0,745              | 44                 | 0                  | Raymond Ceulemans  |
|                   |                     |                     |                     |                     |                     |       |                    |                    |                    |                    |                    |
| 8 november 14:00u | België (6)          | België (6)          | België (6)          | België (6)          | België (6)          | 2 - 0 | Spanje (4)         | Spanje (4)         | Spanje (4)         | Spanje (4)         | Spanje (4)         |
| SPELSOORT         | SPELER              | PP                  | CAR                 | MOY                 | HS                  | BRT   | HS                 | MOY                | CAR                | PP                 | SPELER             |
| Libre             | Ignace Duym         | 2                   | 400                 | 200,00              | 400                 | 2     | -                  | -                  | 0                  | 0                  | Antonio Perona     |
| Ankerkader 71/2   | Léo Corin           | 0                   | 157                 | 31,40               | 146                 | 5     | 182                | 50,00              | 250                | 2                  | Javier Arenaza     |
| Ankerkader 47/1   | Willy Wesenbeek     | 0                   | 113                 | 6,27                | 50                  | 18    | 70                 | 13,88              | 250                | 2                  | Carlos Tuset       |
| Bandstoten        | Ludo Dielis         | 2                   | 150                 | 15,00               | 39                  | 10    | 13                 | 4,30               | 43                 | 0                  | Miguel Esteve      |
| Driebanden        | Raymond Ceulemans   | 2                   | 50                  | 1,785               | 9                   | 28    | 5                  | 0,857              | 24                 | 0                  | Avelino Rico       |
| 8 november 20:00u | West-Duitsland (6)  | West-Duitsland (6)  | West-Duitsland (6)  | West-Duitsland (6)  | West-Duitsland (6)  | 2 - 0 | Nederland B (4)    | Nederland B (4)    | Nederland B (4)    | Nederland B (4)    | Nederland B (4)    |
| SPELSOORT         | SPELER              | PP                  | CAR                 | MOY                 | HS                  | BRT   | HS                 | MOY                | CAR                | PP                 | SPELER             |
| Libre             | Dieter Wirtz        | 0                   | 0                   | -                   | -                   | 1     | 400                | 400,00             | 400                | 2                  | Ronald Lemmens     |
| Ankerkader 71/2   | Klaus Hose          | 2                   | 250                 | 83,33               | 207                 | 3     | 55                 | 32,66              | 98                 | 0                  | Harrie van de Ven  |
| Ankerkader 47/1   | Thomas Wildförster  | 2                   | 250                 | 62,50               | 92                  | 4     | 128                | 51,75              | 207                | 0                  | Willy Steures      |
| Bandstoten        | Wolfgang Zenkner    | 0                   | 79                  | 8,77                | 20                  | 9     | 67                 | 16,66              | 150                | 2                  | Jos Bongers        |
| Driebanden        | Dieter Müller       | 2                   | 50                  | 1,219               | 5                   | 41    | 7                  | 1,024              | 42                 | 0                  | Eddy van de Looy   |
|                   |                     |                     |                     |                     |                     |       |                    |                    |                    |                    |                    |
| 9 november 14:00u | Nederland B (10)    | Nederland B (10)    | Nederland B (10)    | Nederland B (10)    | Nederland B (10)    | 2 - 0 | Spanje (0)         | Spanje (0)         | Spanje (0)         | Spanje (0)         | Spanje (0)         |
| SPELSOORT         | SPELER              | PP                  | CAR                 | MOY                 | HS                  | BRT   | HS                 | MOY                | CAR                | PP                 | SPELER             |
| Libre             | Ronald Lemmens      | 2                   | 400                 | 33,33               | 253                 | 12    | 137                | 16,25              | 195                | 0                  | Antonio Perona     |
| Ankerkader 71/2   | Harrie van de Ven   | 2                   | 250                 | 22,72               | 77                  | 11    | 66                 | 22,00              | 242                | 0                  | Javier Arenaza     |
| Ankerkader 47/1   | Willy Steures       | 2                   | 250                 | 25,00               | 89                  | 10    | 118                | 22,40              | 224                | 0                  | Carlos Tuset       |
| Bandstoten        | Jos Bongers         | 2                   | 150                 | 13,63               | 64                  | 11    | 16                 | 4,45               | 49                 | 0                  | Miguel Esteve      |
| Driebanden        | Eddy van de Looy    | 2                   | 50                  | 0,877               | 7                   | 57    | 4                  | 0,807              | 46                 | 0                  | Avelino Rico       |
| 9 november 20:00u | België (6)          | België (6)          | België (6)          | België (6)          | België (6)          | 2 - 0 | West-Duitsland (4) | West-Duitsland (4) | West-Duitsland (4) | West-Duitsland (4) | West-Duitsland (4) |
| SPELSOORT         | SPELER              | PP                  | CAR                 | MOY                 | HS                  | BRT   | HS                 | MOY                | CAR                | PP                 | SPELER             |
| Libre             | Ignace Duym         | 0                   | 267                 | 66,75               | 243                 | 4     | 325                | 100,00             | 400                | 2                  | Dieter Wirtz       |
| Ankerkader 71/2   | Léo Corin           | 0                   | 199                 | 33,16               | 45                  | 6     | 163                | 41,66              | 250                | 2                  | Klaus Hose         |
| Ankerkader 47/1   | Willy Wesenbeek     | 2                   | 250                 | 25,00               | 128                 | 10    | 77                 | 21,60              | 216                | 0                  | Thomas Wildförster |
| Bandstoten        | Ludo Dielis         | 2                   | 150                 | 21,42               | 42                  | 7     | 13                 | 3,28               | 23                 | 0                  | Wolfgang Zenkner   |
| Driebanden        | Raymond Ceulemans   | 2                   | 50                  | 1,851               | 8                   | 27    | 7                  | 1,222              | 33                 | 0                  | Dieter Müller      |
|                   |                     |                     |                     |                     |                     |       |                    |                    |                    |                    |                    |

#### Eindstand poule B
| RANG | LAND           | GESP | WP | PP | PR.MOY |
| ---- | -------------- | ---- | -- | -- | ------ |
| 1    | West-Duitsland | 3    | 4  | 20 | 125,83 |
| 2    | Nederland B    | 3    | 4  | 20 | 98,05  |
| 3    | België         | 3    | 4  | 16 | 140,17 |
| 4    | Spain          | 3    | 0  | 4  | 56,03  |
|      |                |      |    |    |        |

### Wedstrijd om de 7eplaats: Spanje-Denemarken
| 10 november 12:00u | Spanje (8)     | Spanje (8) | Spanje (8) | Spanje (8) | Spanje (8) | 2 - 0 | Denemarken (2) | Denemarken (2) | Denemarken (2) | Denemarken (2) | Denemarken (2)     |
| SPELSOORT          | SPELER         | PP         | CAR        | MOY        | HS         | BRT   | HS             | MOY            | CAR            | PP             | SPELER             |
| ------------------ | -------------- | ---------- | ---------- | ---------- | ---------- | ----- | -------------- | -------------- | -------------- | -------------- | ------------------ |
| Libre              | Antonio Perona | 2          | 400        | 30,76      | 136        | 13    | 41             | 11,00          | 143            | 0              | Claus Bargisen     |
| Ankerkader 71/2    | Javier Arenaza | 2          | 250        | 35,71      | 78         | 7     | 58             | 16,00          | 112            | 0              | Tiny Wijnen        |
| Ankerkader 47/1    | Carlos Tuset   | 2          | 250        | 31,25      | 114        | 8     | 21             | 8,37           | 67             | 0              | Karsten Lieberkind |
| Bandstoten         | Miguel Esteve  | 0          | 111        | 3,08       | 17         | 36    | 25             | 4,16           | 150            | 2              | Peter Thøgersen    |
| Driebanden         | Avelino Rico   | 2          | 50         | 1,086      | 7          | 46    | 6              | 0,673          | 31             | 0              | John Korte         |
|                    |                |            |            |            |            |       |                |                |                |                |                    |

### Wedstrijd om de 5eplaats: België-Frankrijk
| 10 november 15:00u | België (8)        | België (8) | België (8) | België (8) | België (8) | 2 - 0 | Frankrijk (2) | Frankrijk (2) | Frankrijk (2) | Frankrijk (2) | Frankrijk (2)      |
| SPELSOORT          | SPELER            | PP         | CAR        | MOY        | HS         | BRT   | HS            | MOY           | CAR           | PP            | SPELER             |
| ------------------ | ----------------- | ---------- | ---------- | ---------- | ---------- | ----- | ------------- | ------------- | ------------- | ------------- | ------------------ |
| Libre              | Ignace Duym       | 0          | 140        | 35,00      | 121        | 4     | 212           | 100,00        | 400           | 2             | Georges Bourezg    |
| Ankerkader 71/2    | Léo Corin         | 2          | 250        | 41,66      | 140        | 6     | 29            | 11,66         | 70            | 0             | Jean-Pierre Labeye |
| Ankerkader 47/1    | Willy Wesenbeek   | 2          | 250        | 13,15      | 45         | 19    | 38            | 12,78         | 243           | 0             | Louis Edelin       |
| Bandstoten         | Ludo Dielis       | 2          | 150        | 15,00      | 72         | 10    | 23            | 7,50          | 75            | 0             | Egidio Vierat      |
| Driebanden         | Raymond Ceulemans | 2          | 50         | 1,041      | 5          | 48    | 3             | 0,770         | 37            | 0             | Richard Bitalis    |
|                    |                   |            |            |            |            |       |               |               |               |               |                    |

### Halve finales
| 10 november 18:00u | Nederland A (10)       | Nederland A (10)   | Nederland A (10)   | Nederland A (10)   | Nederland A (10)   | 2 - 0 | Nederland B (0) | Nederland B (0) | Nederland B (0) | Nederland B (0) | Nederland B (0)      |
| SPELSOORT          | SPELER                 | PP                 | CAR                | MOY                | HS                 | BRT   | HS              | MOY             | CAR             | PP              | SPELER               |
| ------------------ | ---------------------- | ------------------ | ------------------ | ------------------ | ------------------ | ----- | --------------- | --------------- | --------------- | --------------- | -------------------- |
| Libre              | Ad Koorevaar           | 2                  | 400                | 200,00             | 400                | 2     | 2               | 1,00            | 2               | 0               | Ronald Lemmens       |
| Ankerkader 71/2    | Hans Vultink           | 2                  | 250                | 62,50              | 192                | 4     | 97              | 31,75           | 127             | 0               | Harrie van de Ven    |
| Ankerkader 47/1    | Jan Arnouts            | 2                  | 250                | 27,77              | 65                 | 9     | 121             | 24,00           | 216             | 0               | Willy Steures        |
| Bandstoten         | Christ van der Smissen | 2                  | 150                | 12,50              | 40                 | 12    | 22              | 5,75            | 69              | 0               | Jos Bongers          |
| Driebanden         | Rini van Bracht        | 2                  | 50                 | 1,041              | 4                  | 48    | 6               | 0,958           | 46              | 0               | Eddy van de Looy     |
|                    |                        |                    |                    |                    |                    |       |                 |                 |                 |                 |                      |
| 10 november 21:00u | West-Duitsland (6)     | West-Duitsland (6) | West-Duitsland (6) | West-Duitsland (6) | West-Duitsland (6) | 2 - 0 | Oostenrijk (4)  | Oostenrijk (4)  | Oostenrijk (4)  | Oostenrijk (4)  | Oostenrijk (4)       |
| SPELSOORT          | SPELER                 | PP                 | CAR                | MOY                | HS                 | BRT   | HS              | MOY             | CAR             | PP              | SPELER               |
| Libre              | Dieter Wirtz           | 0                  | 381                | 76,20              | 240                | 5     | 270             | 80,00           | 400             | 2               | Heinrich Weingartner |
| Ankerkader 71/2    | Klaus Hose             | 2                  | 250                | 83,33              | 155                | 3     | 35              | 26,33           | 79              | 0               | Kurt Mastny          |
| Ankerkader 47/1    | Thomas Wildförster     | 0                  | 156                | 26,00              | 122                | 6     | 84              | 41,66           | 250             | 2               | Franz Stenzel        |
| Bandstoten         | Wolfgang Zenkner       | 2                  | 150                | 5,35               | 56                 | 28    | 25              | 4,92            | 138             | 0               | Christoph Pilss      |
| Driebanden         | Dieter Müller          | 2                  | 50                 | 1,190              | 6                  | 42    | 6               | 0,761           | 32              | 0               | Johann Scherz        |
|                    |                        |                    |                    |                    |                    |       |                 |                 |                 |                 |                      |

### Wedstrijd om de 3eplaats: Oostenrijk-Nederland B
| 11 november 12:00u | Oostenrijk (6)       | Oostenrijk (6) | Oostenrijk (6) | Oostenrijk (6) | Oostenrijk (6) | 2 - 0 | Nederland B (4) | Nederland B (4) | Nederland B (4) | Nederland B (4) | Nederland B (4)   |
| SPELSOORT          | SPELER               | PP             | CAR            | MOY            | HS             | BRT   | HS              | MOY             | CAR             | PP              | SPELER            |
| ------------------ | -------------------- | -------------- | -------------- | -------------- | -------------- | ----- | --------------- | --------------- | --------------- | --------------- | ----------------- |
| Libre              | Heinrich Weingartner | 0              | 96             | 48,00          | 95             | 2     | 285             | 200,00          | 397             | 2               | Ronald Lemmens    |
| Ankerkader 71/2    | Kurt Mastny          | 2              | 250            | 22,72          | 153            | 11    | 86              | 19,45           | 214             | 0               | Harrie van de Ven |
| Ankerkader 47/1    | Franz Stenzel        | 2              | 250            | 27,77          | 114            | 9     | 89              | 13,11           | 185             | 0               | Willy Steures     |
| Bandstoten         | Christoph Pilss      | 2              | 150            | 5,55           | 26             | 27    | 18              | 4,22            | 114             | 0               | Jos Bongers       |
| Driebanden         | Johann Scherz        | 0              | 48             | 0,905          | 8              | 53    | 5               | 0,943           | 50              | 2               | Eddy van de Looy  |
|                    |                      |                |                |                |                |       |                 |                 |                 |                 |                   |

### Finale: West-Duitsland-Nederland A
| 11 november 15:00u | West-Duitsland (6) | West-Duitsland (6) | West-Duitsland (6) | West-Duitsland (6) | West-Duitsland (6) | 2 - 0 | Nederland A (4) | Nederland A (4) | Nederland A (4) | Nederland A (4) | Nederland A (4)        |
| SPELSOORT          | SPELER             | PP                 | CAR                | MOY                | HS                 | BRT   | HS              | MOY             | CAR             | PP              | SPELER                 |
| ------------------ | ------------------ | ------------------ | ------------------ | ------------------ | ------------------ | ----- | --------------- | --------------- | --------------- | --------------- | ---------------------- |
| Libre              | Dieter Wirtz       | 2                  | 400                | 133,33             | 243                | 3     | 285             | 96,00           | 288             | 0               | Ad Koorevaar           |
| Ankerkader 71/2    | Klaus Hose         | 2                  | 250                | 250,00             | 250                | 1     | 7               | 7,00            | 7               | 0               | Hans Vultink           |
| Ankerkader 47/1    | Thomas Wildförster | 0                  | 194                | 38,80              | 99                 | 5     | 122             | 50,00           | 250             | 2               | Jan Arnouts            |
| Bandstoten         | Wolfgang Zenkner   | 0                  | 114                | 8,76               | 29                 | 13    | 33              | 11,53           | 150             | 2               | Christ van der Smissen |
| Driebanden         | Dieter Müller      | 2                  | 50                 | 0,961              | 5                  | 52    | 7               | 0,750           | 39              | 0               | Rini van Bracht        |
|                    |                    |                    |                    |                    |                    |       |                 |                 |                 |                 |                        |

## Eindstand
|   | West-Duitsland | 5 | 8 | 32 | 133,37 |
|   | Nederland A    | 5 | 8 | 36 | 133,31 |
|   | Oostenrijk     | 5 | 8 | 32 | 82,97  |
| 4 | Nederland B    | 5 | 6 | 28 | 86,34  |
| 5 | België         | 4 | 6 | 24 | 136,87 |
| 6 | Frankrijk      | 4 | 2 | 20 | 71,09  |
| 7 | Spanje         | 4 | 2 | 12 | 63,37  |
| 8 | Denemarken     | 4 | 0 | 2  | 40,64  |
|   |                |   |   |    |        |

## Eindstanden individueel
| Rang    | Speler               | WP v:t  | CAR   | BRT | MOY   | PMOY   | HS  |
| ------- | -------------------- | ------- | ----- | --- | ----- | ------ | --- |
| 1       | Ad Koorevaar         | 8:2     | 1888  | 22  | 85,81 | 200,00 | 400 |
| 2       | Georges Bourezg      | 6:2     | 1347  | 26  | 51,80 | 100,00 | 212 |
| 3       | Dieter Wirtz         | 6:4     | 1581  | 22  | 71,86 | 133,33 | 325 |
| 4       | Ronald Lemmens       | 6:4     | 1365  | 23  | 59,34 | 400,00 | 400 |
| 5       | Ignace Duym          | 4:4     | 1207  | 16  | 75,43 | 200,00 | 400 |
| 6       | Heinrich Weingartner | 4:6     | 1309  | 32  | 40,90 | 80,00  | 373 |
| 7       | Antonio Perona       | 2:6     | 667   | 36  | 18,52 | 30,76  | 137 |
| 8       | Claus Bargisen       | 0:8     | 304   | 35  | 8,68  | –      | 51  |
| Totaal: | Totaal:              | Totaal: | 9.668 | 212 | 45,60 | 400,00 | 400 |
|         |                      |         |       |     |       |        |     |

| Rang    | Speler             | WP v:t  | CAR   | BRT | MOY   | PMOY   | HS  |
| ------- | ------------------ | ------- | ----- | --- | ----- | ------ | --- |
| 1       | Klaus Hose         | 10:0    | 1250  | 22  | 56,81 | 250,00 | 250 |
| 2       | Hans Vultink       | 8:2     | 1007  | 26  | 38,73 | 62,50  | 192 |
| 3       | Javier Arenaza     | 4:4     | 924   | 32  | 28,87 | 50,00  | 182 |
| 4       | Jean-Pierre Labeye | 4:4     | 658   | 42  | 15,66 | 25,00  | 70  |
| 5       | Harrie van de Ven  | 4:6     | 939   | 34  | 27,61 | 50,00  | 175 |
| 6       | Kurt Mastny        | 4:6     | 777   | 52  | 14,94 | 27,77  | 153 |
| 7       | Léo Corin          | 2:6     | 815   | 22  | 37,04 | 41,66  | 146 |
| 8       | Tiny Wijnen        | 0:8     | 546   | 34  | 16,05 | –      | 58  |
| Totaal: | Totaal:            | Totaal: | 6.916 | 264 | 26,19 | 250,00 | 250 |
|         |                    |         |       |     |       |        |     |

| Rang    | Speler             | WP v:t  | CAR   | BRT | MOY   | PMOY   | HS  |
| ------- | ------------------ | ------- | ----- | --- | ----- | ------ | --- |
| 1       | Franz Stenzel      | 10:0    | 1250  | 44  | 28,40 | 125,00 | 142 |
| 2       | Jan Arnouts        | 8:2     | 1068  | 41  | 26,04 | 50,00  | 122 |
| 3       | Carlos Tuset       | 4:4     | 824   | 40  | 20,60 | 31,25  | 118 |
| 4       | Willy Wesenbeek    | 4:4     | 794   | 57  | 13,92 | 25,00  | 128 |
| 5       | Thomas Wildförster | 4:6     | 1066  | 29  | 36,75 | 62,50  | 222 |
| 6       | Willy Steures      | 4:6     | 1041  | 42  | 24,78 | 25,00  | 169 |
| 7       | Louis Edelin       | 2:6     | 886   | 57  | 15,54 | 20,33  | 63  |
| 8       | Karsten Lieberkind | 0:8     | 380   | 46  | 8,23  | –      | 30  |
| Totaal: | Totaal:            | Totaal: | 7.309 | 356 | 20,53 | 125,00 | 222 |
|         |                    |         |       |     |       |        |     |

| Rang    | Speler                 | WP v:t  | CAR   | BRT | MOY   | PMOY  | HS |
| ------- | ---------------------- | ------- | ----- | --- | ----- | ----- | -- |
| 1       | Ludo Dielis            | 8:0     | 600   | 48  | 12,50 | 21,42 | 72 |
| 2       | Christ van der Smissen | 8:2     | 734   | 61  | 12,03 | 16,66 | 65 |
| 3       | Christoph Pilss        | 6:4     | 632   | 121 | 5,21  | 7,14  | 28 |
| 4       | Egidio Vierat          | 4:4     | 515   | 95  | 5,42  | 8,82  | 37 |
| 5       | Jos Bongers            | 4:6     | 529   | 80  | 6,61  | 16,66 | 67 |
| 6       | Wolfgang Zenkner       | 4:6     | 516   | 83  | 6,21  | 5,76  | 56 |
| 7       | Peter Thøgersen        | 2:6     | 444   | 99  | 4,48  | 4,16  | 29 |
| 8       | Miguel Esteve          | 0:8     | 349   | 83  | 4,20  | –     | 36 |
| Totaal: | Totaal:                | Totaal: | 4.319 | 670 | 6,44  | 21,42 | 72 |
|         |                        |         |       |     |       |       |    |

| Rang    | Speler            | WP v:t  | CAR   | BRT   | MOY   | PMOY  | HS |
| ------- | ----------------- | ------- | ----- | ----- | ----- | ----- | -- |
| 1       | Dieter Müller     | 8:2     | 233   | 206   | 1,131 | 1,219 | 7  |
| 2       | Raymond Ceulemans | 6:2     | 194   | 162   | 1,197 | 1,851 | 9  |
| 3       | Johann Scherz     | 6:4     | 230   | 215   | 1,069 | 1,562 | 12 |
| 4       | Eddy van de Looy  | 6:4     | 238   | 258   | 0,922 | 0,943 | 7  |
| 5       | Richard Bitalis   | 4:4     | 167   | 163   | 1,024 | 1,282 | 6  |
| 6       | Rini van Bracht   | 4:6     | 220   | 225   | 0,977 | 1,136 | 7  |
| 7       | Avelino Rico      | 2:6     | 148   | 175   | 0,845 | 1,086 | 7  |
| 8       | John Korte        | 0:8     | 159   | 180   | 0,883 | –     | 6  |
| Totaal: | Totaal:           | Totaal: | 1.589 | 1.584 | 1,003 | 1,851 | 12 |
|         |                   |         |       |       |       |       |    |

 Amersfoort 1966 ·  Amersfoort 1968 ·  Amersfoort 1970 ·  Amersfoort 1972 ·  Amersfoort 1974 ·  Amersfoort 1976 ·  Amersfoort 1978 ·  Amersfoort 1980 ·  Amersfoort 1982 ·  Amersfoort 1984 ·  Nykøbing Falster 1989 ·  Amersfoort 1991